# Certyfikaty (koty)
Certyfikat na wystawie może otrzymać kot, który uzyskał najwyższą notę oraz spełnia minimalne wymogi punktowe otrzymania danego certyfikatu.

Certyfikat otrzymuje się w klasie niższej na klasę wyższą. Np. kot, który w klasie Championów otrzymał najwyższą notę oraz co najmniej 93 pkt., może otrzymać Certyfikat na Inter Championa.
- Certyfikat na Championa (CAC) – minimum 93 pkt.
- Certyfikat na Inter Championa (CACIB) – minimum 95 pkt.
- Certyfikat na Grand Inter Championa (CAGCIB) – minimum 96 pkt.
- Certyfikat na Europejskiego Championa (CACE) – minimum 97 pkt.

Analogicznie certyfikaty przyznawane są w klasie kastratów:
- Certyfikat na Premiora (CAP) – minimum 93 pkt.
- Certyfikat na Inter Premiora (CAPIB) – minimum 95 pkt.
- Certyfikat na Grand Inter Premiora (CAGPIB) – minimum 96 pkt.
- Certyfikat na Europejskiego Premiora (CAPE) – minimum 97 pkt.

Nazwy certyfikatów pochodzą z języka francuskiego:
- CAC  = Certificat d'Aptitude Championat
- CACIB = Certificat d'Aptitude Championat International Beaute
- CAGCIB = Certificat d'Aptitude Grand Championat International Beaute
- CACE = Certificat d’Aptitude Championat d’Europé
- CAP = Certificat d'Aptitude Premier
- CAPIB = Certificat d'Aptitude Premier International Beaute
- CAGPIB = Certificat d'Aptitude Grand Premier International Beaute
- CAPE = Certificat d’Aptitude Premier d’Europé